# 鳥島 (長崎県)

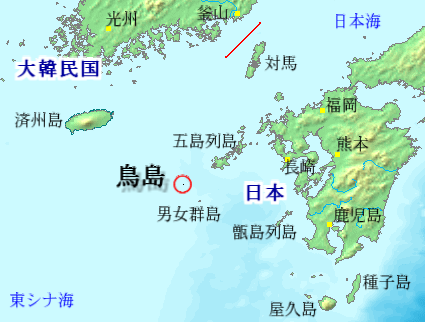
鳥島と周辺海域の地図

鳥島（とりしま）または肥前鳥島（ひぜんとりしま）は、東シナ海北東部にある「北小島、中小島、南小島」3つの島から成る島嶼群である。
住所は長崎県五島市鳥島となっており、福江島の南西約60km、男女群島から北西方向に30km程の海上に位置する長崎県最西端（沖縄県を除く九州最西端）の無人島である。

## 概要
肥前鳥島は、北小島（面積19平方メートル、標高9メートル）、中小島（面積80平方メートル、標高13メートル）、南小島（面積88平方メートル、標高16メートル）の3つの島から成る、中小規模のビルディングに相当する大きさの島嶼群である。存在は古くから知られており、海図や歴史史料などにも明記されている。1970年に、行政が福江市鳥ノ島として登記簿に登記が行われた。
2006年には、国土地理院などの働きかけで「鳥島」が統一呼称となった（登記簿は鳥ノ島）。肥前鳥島の住所は長崎県五島市浜町である。
2014年以降、国土地理院地図では「北小島、中小島、南小島」からなる肥前鳥島と表記している
。また環境省は当海域を「22101 肥前鳥島」として、生物多様性の観点から重要度の高い海域に指定している。

## 産業
この島の周辺海域はクロマグロの幼魚（ヨコワ）、ブリ、ヒラマサ、クエ（アラ）等の好漁場として知られ、地元の漁船により漁業の操業が行われているが、特に珊瑚を狙った「中国による密漁」が行われ大問題となっている。
また、底物の釣果に恵まれる釣り場として有名である。しかしながら、海況、天候に阻まれ上陸のチャンスが限られているという。シーズン中の3月から6月までは五島列島の渡船組合が瀬渡しを行っているため、民間人でも渡船組合の船に便乗すれば肥前鳥島に渡航可能である。

## 地形
新第三紀深成岩の花崗斑岩などからなっている。

## 歴史
かつては米軍の演習区域で、射撃場として利用されていた。

## 排他的経済水域基点問題
1978年に、日韓両国政府は肥前鳥島沖から済州島沖にかけての東シナ海に埋蔵されているとされる石油および天然ガスに関して、これを両国が分かち合うべく日韓大陸棚協定（日韓大陸棚共同開発協定）を締結し、現在に至る。
海上保安庁では、2010年頃から男女群島および肥前鳥島について重大な関心をはらっており、2011年には複数の中国籍の漁船を、領海侵犯の現行犯として立て続けに検挙するなど、警備を強化している。
2011年12月26日には、自由民主党の山谷えり子参議院議員を会長とする超党派の「日本の領土を守るため行動する議員連盟」の10名が、年末の休暇を利用して海上保安庁鹿児島航空基地を訪問。同基地から海上保安庁の航空機に搭乗し、上空から男女群島及び肥前鳥島の視察を行った。
2012年に、韓国政府は1978年発効の日韓大陸棚協定を無視して、一方的に肥前鳥島周辺海域から沖縄トラフに至る東シナ海を自国のEEZ「海洋領土」である、と主張するようになった。
2012年7月に、中尾郁子・五島市長らが肥前鳥島を視察した。同年同月末には、自由民主党の新藤義孝衆議院議員が日本の国会議員としては初めて肥前鳥島に上陸し、領土の保全と資源開発を主張した。
肥前鳥島を構成する3つの島は北岩、中岩、南岩と呼ばれていたが、五島市では、住民から「国境に面した重要な島が岩と名付けられている」として名称変更を要望する声が上がっていることを受けて、2014年1月10日にそれぞれ北小島、中小島、南小島への変更を国土地理院に申請。国土地理院は同年1月24日に名称変更を認め、電子地図を訂正した。